# Dimpfl (Georgenberg)
Dimpfl ist Ortsteil der Gemeinde Georgenberg im Bezirk Oberpfalz im Landkreis Neustadt an der Waldnaab.

## Geographische Lage
Das Dorf Dimpfl liegt in der Region Oberpfälzer Wald, 2 km südwestlich von Georgenberg. Zur Grenze nach Tschechien sind es in östlicher Richtung etwa 3 km. Pleystein befindet sich knapp 5 km im Süden.
Dimpfl besteht aus mehreren Häusergruppen verstreut auf den Südwesthängen des 753 Meter hohen Rehberges am Osthang des Zottbachtales.

## Geschichte
Dimpfl hieß ursprünglich Hartmannsrieth.
Die Endung -rieth des ursprünglichen Ortsnamens Hartmannsrieth deutet auf eine frühe Entstehung des Ortes schon vor dem 13. Jahrhundert hin.
Die Orte mit den auf -reuth, -rieth, -ried, -richt (frühere Schreibweisen: -riut, -rivt, -rewt, abgeleitet von „roden“, „Rodung“) endenden Ortsnamen entstanden im Zusammenhang mit der ersten Besiedelung des Gebietes durch Rodung des dichten Waldes.
Orte mit solchen Namen kommen sehr häufig im Bereich der Flüsse Pfreimd und Luhe und der angrenzenden Bäche vor.
Diese waren Ausgangspunkt für die Besiedelung der Region.
1308 übernahmen die Waldauer die Herrschaft Waldthurn. Sie nannten sich seit dieser Zeit Waldauer zu Waldthurn. In den folgenden Jahren erweiterten sie ihren Besitz durch Käufe vom Kloster Waldsassen.
Im Jahr 1352 kauften die Waldauer zu Waldthurn unter anderem auch Dimpfl vom Kloster Waldsassen.
Dimpfl lag am Südrand der Herrschaft Waldthurn, die den nördlichen Teil des Landkreises Vohenstrauß einnahm.
Ende des 18. Jahrhunderts war Dimpfl eine Gemeinde im Landkreis Vohenstrauß.
Zur Gemeinde Dimpfl gehörten zu dieser Zeit der Ort Dimpfl selbst mit 14 Anwesen und einer Mühle, Kühtränk mit einem Anwesen, Oedmühl (heute: Papiermühle) mit einem Hammergut und einer Papiermühle, Rehberg mit 11 Anwesen und Rehlohe mit einem Anwesen.
1808 wurden Steuerdistrikte gebildet. Dimpfl war Steuerdistrikt. Zum Steuerdistrikt Dimpfl gehörten außer Dimpfl selbst die Dörfer Faislbach, Rehberg und Vorderbrünst, der Weiler Neuenhammer und die Einöden Galsterlohe und Hammermühle.
Aus den Steuerdistrikten entstanden Märkte, Ruralgemeinden und Dorfgemeinden. 1821 war Dimpfl eine Dorfgemeinde. Sie bestand aus dem Dorf Dimpfl selbst mit 35 Familien, der Einöde Kühtränk mit zwei Familien, der Einöde Prollermühle mit einer Familie und der Einöde Rehlohe mit zwei Familien.
Diese Dorfgemeinde Dimpfl bestand von 1821 bis 1830. Dann wurde sie erweitert.
1830 wurde die bis dahin selbständige Gemeinde Rehberg nach Dimpfl eingemeindet. Die Gemeinde Rehberg bestand aus dem Dorf Rehberg selbst mit 17 Familien und dem Weiler Galsterlohe mit 16 Familien.
Außerdem kamen 1830 Hammermühle und Papiermühle zur Gemeinde Dimpfl hinzu.
1867 hatte Dimpfl 39 Gebäude und 123 Einwohner. Dimpfl war eine Gemeinde zu der außer Dimpfl selbst noch die Ortsteile Galsterlohe, Hammermühle, Kühtränk, Neuenhammer, Papiermühle, Prallermühle, Rehberg, Rehlohe, Schmidlerschleif und Ziegelhütte gehörten.
1871 gab es eine Freiwillige Feuerwehr in Dimpfl.
1964 war Dimpfl eine selbständige Gemeinde mit den Ortsteilen Dimpfl, Galsterlohe, Hammermühle, Kühtränk, Papiermühle, Prollermühle, Rehberg, Rehlohe und Schmidtlerschleif.
Im Oktober 1970 gab es eine Abstimmung im Rahmen einer freiwilligen Gebietsreform. Zum 1. Januar 1971 wurde dann aus den ehemaligen Gemeinden Brünst, Dimpfl, Georgenberg, Neudorf und Waldkirch die Gemeinde Georgenberg gebildet.

## Einwohnerentwicklung in der Gemeinde Dimpfl ab 1840
| Jahr | Einwohner |
| ---- | --------- |
| 1840 | 306       |
| 1852 | 331       |
| 1861 | 360       |
| 1871 | 425       |
| 1880 | 465       |
| 1890 | 477       |
| 1900 | 426       |
| 1910 | 403       |

| Jahr | Einwohner |
| ---- | --------- |
| 1919 | 375       |
| 1939 | 306       |
| 1950 | 380       |
| 1956 | 358       |
| 1961 | 331       |
| 1965 | 330       |
| 1968 | 296       |
| 1987 | 74        |

Die Einwohnerzahlen 1840 bis 1968 beziehen sich auf die oben genannte Gemeinde Dimpfl. Die Zahl von 1987 und die Zahlen unter dem Punkt Religion beziehen sich nur auf den Ortsteil Dimpfl.

## Religion
Bis 1788 gehörte Dimpfl zur Pfarrei Waldthurn. Dann wurde die Pfarrei Neukirchen zu St. Christoph gegründet. Seither gehört Dimpfl zu dieser Pfarrei und zum Dekanat Leuchtenberg.
1838 hatte Dimpfl 19 Häuser und 129 Katholiken. Es war zu 100 % katholisch.
1913 hatte Dimpfl 17 Häuser und 108 Katholiken. Auf dem Gebiet der Pfarrei Neukirchen zu St. Christoph wohnten zu dieser Zeit 1474 Katholiken und 6 Protestanten.
1990 lebten in Dimpfl 125 Katholiken. Die Pfarrei Neukirchen zu St. Christoph hatte zu dieser Zeit 1541 Katholiken und 24 Nichtkatholiken.

## Sehenswertes
Das erdgeschossige Wohnstallhaus Dimpfl 5 stammt aus der ersten Hälfte des 19. Jahrhunderts. Es trägt ein Halbwalmdach und ist unter der Nummer D-3-74-123-12 als Denkmalschutzobjekt in der Liste des Bayerischen Landesamtes für Denkmalpflege eingetragen.